# Prosselsheim
Prosselsheim är en kommun och ort i Landkreis Würzburg i Regierungsbezirk Unterfranken i förbundslandet Bayern i Tyskland.
Kommunen ingår i kommunalförbundet Estenfeld tillsammans med köpingen Eisenheim och kommunen Estenfeld.